# 5x proč
5x proč (anglicky 5 Whys) je metoda zjištění skutečné základní příčiny, nejčastěji vady výrobku, defektu zařízení atd.
Rozpoznání základní příčiny (root cause) je nezbytným předpokladem k jejímu odstranění a tím k odstranění jejích nežádoucích důsledků. Odstraněním ne-základní příčiny nelze vyřešit problém beze zbytku, v takových případech dochází k opakování nežádoucího stavu, defektu ap. A právě opakování defektu bývá často signálem, že odstraněná příčina nebyla ta základní, pomineme-li nedůslednost, selhání a jiné další možné faktory.

## Metodika 5x proč
Metoda se provádí kladením otázky "Proč?" pětkrát za sebou. Praxe ukázala, že pět za sebou zřetězených otázek stačí k odfiltrování indukovaných, zdánlivých, ale hlavně nezákladních příčin.

### Příklad
Vlastní ptaní se "5x proč?" připomíná dialog dítěte s rodičem.
1. kolo otázek
  - otázka: Tati, proč to auto nejede?
  - odpověď: Protože nemá benzín.
2. kolo otázek
  - otázka: A proč nemá benzín?
  - odpověď: Protože jsem ho zapomněl koupit.
3. kolo otázek
  - otázka: A proč jsi ho zapomněl koupit?
  - odpověď : Protože jsem nevěděl, že nám dochází.
4. kolo otázek
  - otázka: A proč jsi nevěděl, že nám dochází?
  - odpověď: Protože je tma a nevidím na palivoměr.
5. kolo otázek
  - otázka: A proč nevidíš na palivoměr?
  - odpověď: Protože jsem nevyměnil prasklou osvětlovací žárovku v přístrojové desce.

Auto nejede, protože tatínek podcenil potřebu vyměnit prasklou žárovku. Přitom mohl jezdit autem (za světla) celé měsíce, ale najednou nastala situace, kdy padla kosa na kámen. Všimněme si, že případné (přemrštěné) nápravné opatření "preventivně dokupovat benzín každých ujetých 100 km" na základě odpovědi č. 2) může dočasně pomoci, ale nevyřeší problém s benzínem beze zbytku, člověk může snadno zapomenout a nepříznivá situace s tmou se může opakovat.
Například v TPS (Toyota Production System) je analýza typu "5x proč" používána mnohem více než Six Sigma. Úspěchy Toyoty dokazují, že složitý nástroj analýzy, jakým je právě Six Sigma, není vždy to pravé. "5x proč" je jednoduché a velmi účinné. Tači Ohno zdůrazňuje, že skutečné řešení problému vyžaduje poznání "nejhlubší příčiny" spíš než zdroje problému. Nejhlubší příčina bývá skryta za takovým zdrojem.
Analytický postup "5x proč" se v Toyotě často používá jako součást procesu, kterému se říká "Praktické řešení problémů". Lektoři, kteří tuto metodologii v Toyotě vyučují, zjišťují, že nejobtížnější je naučit se důkladnému "poznání situace" ještě před provedením analýzy "5x proč". Výchozím bodem k poznání situace je její vnímavé pozorování a srovnání se standardem. K vyjasnění problému je potom potřeba zajít na místo výskytu problému - pozorovat problém (genči genbucu).